# Bereicherungsrecht
Das Bereicherungsrecht ist ein Teilgebiet des Zivilrechts. Es befasst sich mit der Rückabwicklung rechtsgrundloser Vermögensverschiebungen.

## Rechtsfamilien

### Römisches Recht
Die Ausbildung der condictio zählt zu den wichtigsten und originellsten Leistungen des klassischen römischen Rechts. Die condictio war als actio in personam gestaltet; sie war insoweit abstrakt, als der Grund für die Rückforderung in der Klagformel nicht genannt wurde, und wurde gebraucht, um die Rückzahlung einer Geldsumme aus Darlehensvertrag, Schuldurkunde oder Stipulation zu erreichen. Ihrer Abstraktheit wegen ließ sie sich leicht auch auf Sachverhalte anwenden, bei denen eine Leistung ohne Rechtsgrund (sine causa) erbracht worden war. Das klassische römische Recht entwickelte so eine Reihe scharf abgegrenzter Fälle, denen gemeinsam war, dass weniger ein Forderungsgrund als ein Nichtbehaltensgrund Grundgedanke des Anspruchs war. In nachklassischer Zeit wurden diese Kondiktionsarten in verschiedene Grundtypen eingeteilt und der Akzent in der Begründung für die Rückforderung eher auf Billigkeitserwägungen verlegt:

“Iure naturae aequum est neminem cum alterius detrimento et iniuria fieri locupletiorem.”

„Naturrecht ist, dass sich niemand zum Schaden eines anderen unrechtmäßig bereichern darf.“

### Rechtsfamilien mit kodifiziertem Bereicherungsrecht

#### Deutscher Rechtskreis
In den moderneren Kodifikationen des deutschen und schweizerischen Privatrechts haben bereicherungsrechtliche Generalklauseln Eingang gefunden (§ 812 Abs. 1 BGB und Art. 62 OR). Die Bereicherungsfälle werden nach herrschender Meinung in Leistungskondiktionen und Nichtleistungskondiktionen (mit dem wichtigsten Fall der Eingriffskondiktion) unterschieden. Daneben bestehen die weiteren Kondiktionsfälle des römischen Rechts in § 812 Abs. 2 S. 2 BGB, Art. 62 Abs. 2 OR und §§ 1431 ff. ABGB fort; ihre praktische Relevanz ist jedoch gering.
Typische Fälle der Leistungskondiktion sind Rückforderungen nach Zahlung von Geld, Übereignung von Sachen oder der Erbringung von Dienst- oder Werkleistungen, ohne dass dafür ein Rechtsgrund bestand. Die Leistungskondiktion ist nach § 814 BGB ausgeschlossen, wenn der Leistende wusste, dass die Leistung grundlos erfolgte. Gleiche Funktion erfüllt Art. 63 OR bzw. § 1431 ABGB, denen zufolge die Leistung nur zurückgefordert werden kann, wenn der Leistende sich im Irrtum über die Schuldpflicht befand. Die Bestimmungen weichen vom bundesdeutschen Recht insoweit ab, als die Beweislast für den Irrtum in Deutschland beim Beklagten liegt.
Besondere Bedeutung hat die Leistungskondiktion in Deutschland aufgrund des dort geltenden Abstraktionsprinzip: Wurde ein Kaufvertrag geschlossen und anschließend der Kaufgegenstand übereignet, stellt sich aber später heraus, dass der Kaufvertrag nichtig ist, so schlägt diese schuldrechtliche Nichtigkeit nicht auf das Verfügungsgeschäft durch. Dem Verkäufer dient hier die Leistungskondiktion dazu, die Rückübereignung des Kaufgegenstandes zu erreichen. In der Schweiz ist die Übereignung hingegen nur wirksam, wenn auch das schuldrechtliche Geschäft wirksam ist. Eine Übereignung ist also bei nichtigem Verpflichtungsgeschäft nicht möglich, der Verkäufer bleibt Eigentümer und muss die Kaufsache mit der Eigentumsklage herausverlangen.
Die Versionsklage des gemeinen Rechts wurde in das BGB nicht übernommen; gleiches gilt für die Schweiz (vgl. BGE 42 II 467). In Österreich gilt sie formal in § 1041 ABGB fort, ist jedoch durch die Rechtsprechung in ihrem Anwendungsbereich stark beschränkt worden.
Die Eingriffskondiktion dient dazu, schuldlose Eingriffe in ein fremdes Recht abzuwickeln (Bsp.: A verbraucht aus Versehen Bs Kohlen); für schuldhafte Eingriffe dient das Deliktsrecht. Die Eingriffskondiktion ist ferner von besonderer Bedeutung, wenn eine fremde Sache veräußert wird und der Erwerber (etwa durch gutgläubigen Erwerb) Eigentum daran erwirbt. In diesen Fällen steht durch § 816 Abs. 1 S. 1 BGB demjenigen, der sein Eigentum hierdurch verloren hat, ein Anspruch gegen den Veräußerer auf Herausgabe des durch die Verfügung erlangten zu. Die Eingriffskondiktion hat sich ferner im Bereich des Patent- und Namensrechts etabliert, um bei dessen unberechtigter Nutzung die üblichen Lizenzgebühren als Ersatz zu erhalten.

#### Romanischer Rechtskreis
Der französische Code civil und den in seiner Tradition stehenden Kodifikationen des romanischen Rechtskreises enthält keine Generalklausel zur Abwicklung bereicherungsrechtlicher Fälle. Grund hierfür ist der Einfluss Pothiers (1699–1772) auf die Entstehung des Code civils. Pothier behandelte in seinem Werk nur die condictio indebiti und löste bereicherungsrechtliche Konstellationen über die Ausdehnung der Geschäftsführung ohne Auftrag (gestion d’affaires). Dementsprechend finden sich die Vorschriften zum Bereicherungsausgleich im Code civil sehr verstreut. Die wichtigsten sind die Erfüllung einer Nichtschuld (paiement de l’indu) und die Geschäftsführung ohne Auftrag die im Code civil unter der Rubrik der Quasi-Verträge (quasi-contracts) geführt werden.
Die Rückforderungsklage (répétition de l’indu) wird als Grundsatz bereits in Art. 1235 C.civ. eingeführt, ihre genaue Ausgestaltung findet sich in den Art. 1376 bis 1381. Voraussetzung ist
1. Eine Erfüllung (paiement): dieses muss nicht in einer versehentlichen Geldzahlung bestehen, sondern kann auch bei Leistung von Sachen oder Kontogutschriften vorliegen. Wichtig ist die Verneinung bei Dienstleistungen und Gebrauchsüberlassungen.
2. Eine nicht (mehr) bestehende Schuld oder die irrige Leistung auf eine fremde Schuld. Streitig ist, ob die Schuld bloß objektiv nicht bestanden haben darf oder ob die Erfüllung gerade aufgrund des Irrtums geschehen ist.
3. Der Anspruch darf nicht ausgeschlossen sein, was der Fall ist, wenn sie einer Anstandspflicht entspringt (vgl. Art. 1235 Abs. 2 C.civ und auch Art. 2634 des italienischen Codice civile.)

Schon Aubry und Rau hatten im Handbuch des französischen Civilrechts einen allgemeinen Bereicherungsanspruch für das französische Recht gefordert. Der Kassationshof folgte dem schließlich 1892 im arrêt Boudier, wo sie unter ausdrücklicher Berufung auf Billigkeitsrecht eine Versionsklage zuließ:

« Attendu que cette action, derivant du principe d’équité, qui défend de s’enrichir au detriment d’autrui, et n’ayant été réglementée par aucun texte de nos lois, son exercice n’est soumis à aucune condition determinée; qu’il suffit, pour la rendre recevable, que le demandeur allègue et offre d’établir l’existence d’un avantage qu’il aurait; par un sacrifice ou un fait personnel,
procuré à celui contre lequel il agit. »

Seit Saleilles wird dieser mit dem übersetzen deutschen Begriff enrichissement sans cause ‚ungerechtfertigte Bereicherung‘ bezeichnet. Er hat folgende Voraussetzungen:
1. Eine Vermögensverschiebung mit der Folge einer Schmälerung (appauvrissement) des Vermögens des Klägers,
2. eine Bereicherung (enrichissement) des Beklagten. Es wird nicht zwischen Leistungs- (dieser entspricht eher die Rückforderungsklage) und Nichtleistungskondiktion unterschieden.
3. Die Vermögensverschiebung muss ohne rechtlich tragfähigen Rechtsgrund (sans cause légitime) geschehen sein.

### Rechtsfamilien ohne kodifiziertes Bereicherungsrecht

#### Common Law
Die Herausbildung eines zusammengehörenden Rechtsgebiets des Bereicherungsrechtes (unjust enrichment law) gehört im Common Law zu den Entwicklungen des 20. Jahrhunderts. Die überkommenen Doktrin konnte in den behandelten Fällen des Bereicherungsrecht römisch-germanischen Zuschnitts keinerlei Zusammengehörigkeit erkennen, außer dass weder ein vertraglicher noch ein deliktischer Anspruch vorlag. Ein allgemeiner Rechtsgrundsatz der ungerechtfertigten Bereicherung (unjust enrichment) war unbekannt. Der römisch-germanische Jurist betrat hier „gleichsam eine andere Welt“.
Im 14. und 15. Jahrhundert konnten – der condictio des klassischen römischen Rechts ähnlich – mithilfe der debt-Klage (action of debt) bezifferte Geldsummen eingeklagt werden; dies bezog sich besonders auf Darlehen, konnte aber auch bei Fehlen von Gegenleistung, ebenso wie die account-Klage, geltend gemacht werden. Die unpraktischen prozessrechtlichen Formalien der debt-Klage führten dazu, dass ab dem 16. Jahrhundert auch die assumpsit-Klage zur Rückabwicklung von Verträgen fruchtbar gemacht wurde. Eigentlich war die assumpsit-Klage zur Klage auf Schadensersatz wegen Vertragsbruchs gedacht. Spätestens seit dem Fall Slade (1602) konnte sie jedoch für jede Schuld vorgebracht werden, egal aus welchem Grund sie sich ergab. Bei der Vertragsrückabwicklung las man in den Vertrag ein konkludentes Rückzahlungsversprechen hinein (implied contract). Es entwickelte sich hieraus eine fallrechtliche Rechtsprechung mit den assumpsit-Formeln action for money had and received, action for quantum meruit, action for quantum valebat und die action for money paid.
Dass diese Klagearten irgendetwas miteinanders gemein hätten, wurde mit Vehemenz bestritten. Der Vorstoß Lord Mansfields in Moses v Macferlan (1760), einen allgemeinen Bereicherungsanspruch auf Billigkeit zu gründen, wurde heftig kritisiert; dies sei nichts anderes als »well-meaning sloppiness of thought« (Scrutton LJ in Holt v Markham (1923)). Ihren Höhepunkt erreichte die implied contract-Theorie in der ersten Hälfte des 19. Jahrhunderts. Noch 1951 schrieb Lord Porter in Reading v. A.-G. (1951):

“the exact status of the law of unjust enrichment is not yet assured. […] I am content for the purposes of this case to accept the view that it forms no part of the law of England”

Ein allmählicher Annäherungsprozess an die römisch-germanische Rechtsfamilie fand erst ab etwa 1966 mit der Veröffentlichung von Gareth Jones’ und Robert Goffs The Law of Restitution statt. In den Vereinigten Staaten war ein Bereicherungsrecht mit einem allgemeinen Bereicherungsanspruch bereits mit dem Restatement of the law of Restitution von 1937 etabliert, dessen § 1 in fast kontinentaler Generalisierung lautet:

“A person who has been unjustly enriched at the expense of another is required to make restitution to the other.”

Sowohl Goff/Jones als auch das Restatement unterscheiden drei Formen der ungerechtfertigten Bereicherung:
1. Vorteile des Beklagten »from or by the act of the plaintiff«: Dies entspricht im Groben der Leistungskondiktion. Während das römisch-germanische Bereicherungsrecht den Akzent auf die Rechtsgrundlosigkeit legt (welche im Vertragsrecht geregelt ist), fragt das Common Law kasuistisch danach, warum die Bereicherung im konkreten Fall als ungerechtfertigte (unjust) einzustufen ist unter Verweis auf Präjudizien mit möglichst ähnlicher Faktenlage. Dabei haben sich folgende Fallgruppen herauskristallisiert:
  - Leistung bei irrtümlicher Annahme einer Schuld (payment under mistake)
  - Leistung unter Zwang (compulsion, coercion)
  - Leistung nach Drohung (duress), hierzu wird auch die Zahlung eines Gesamtschuldners gerechnet (doctrine of contribution)
  - Leistung nach unbotmäßigem Einfluss auf die Willensbildung (undue influence)
  - Leistung auf einen nicht wirksam begründeten oder später unwirksam gewordenen Vertrag. Die Rechtsfolge kann sich aufgrund der präjudizialen Bindung je nach Nichtigkeitsgrund unterscheiden.
2. Vorteile des Beklagten »by his own wrongful conduct«, vergleichbar der Eingriffskondiktion. Der Kläger kann hier anstelle einer Deliktsklage aus ungerechtfertigter Bereicherung klagen und statt Schadensersatz Wertersatz verlangen, im Immaterialgüterrecht auch Gewinnabschöpfung.
3. Vorteile des Beklagten »where the defendant has acquired from a third party a benefit for which he must account to the plaintiff«. Diese Fallgruppe ist im römisch-germanischen Recht unbekannt. Es geht hierbei um Fälle bei denen, der Kläger (etwa ein Bürge) die Schuld eines Dritten begleicht. Die römisch-germanische Rechtsfamilie arbeitet hier mit einer Legalzession; in Ermangelung dieser gibt das Common Law dem Zahlenden einen Bereicherungsanspruch gegen den Dritten (= schuldrechtliche Surrogation).

Eine weitere Besonderheit ergibt sich aus der Lösung von bereicherungsrechtlichen Fällen durch Billigkeitsrecht. Hat der Kläger etwa aufgrund eines Irrtums an den Beklagten geleistet, steht ihm ein gerichtlich fingierter (konstruierter) Trust (constructive trust) am geleisteten Gegenstand zu. Beim Trust ist der Trustee Inhaber eines Rechts, kann dieses Recht jedoch nur im Rahmen eines Treuhandverhältnisses zugunsten eines anderen ausüben. Stammt dieses Treuhandverhältnis aus Vertrag, heißt es ausdrücklicher Trust (express trust). In den angesprochenen Fällen liegt kein ausdrücklicher Trust vor, sondern ein gerichtlich fingierter Trust kraft objektiver Rechtsordnung. Es handelt sich dabei um eine Art quasi-dingliches Recht, das sogar zur Aussonderung bei Konkurs des Trustees berechtigt.

## Rechtsphilosophische Theorien
Besonders in den Ländern des common law sind im Zuge der Anerkennung des law of restitution die philosophischen Grundlagen der Rückabwicklung bereicherungsrechtlicher Fälle in den Vordergrund getreten. Ein Großteil der Literatur versteht das Bereicherungsrecht als einen Fall der iustitia correctiva im aristotelischen Sinne:

„So ist denn das Gleiche die Mitte zwischen dem Zuviel und dem Zuwenig, der Vorteil und Nachteil aber sind in entgegengesetzter Weise ein Zuviel und ein Zuwenig, indem der Vorteil ein Zuviel des Guten und ein Zuwenig des Übels, der Nachteil aber das Umgekehrte ist. Zwischen ihnen war die Mitte das Gleiche, das wir als das Recht bezeichnen. Und so wäre denn das ausgleichende oder wiederherstellende Recht. Das ausgleichende Recht heißt hier die Mitte zwischen Nachteil und Vorteil.“

Die iustitia correctiva sagt allerdings nur etwas über die Parteien des Bereicherungsanspruches aus, jedoch nicht darüber, warum dem Kläger gegen den Beklagten ein Bereicherungsanspruch zustehen soll; sie setzt diesen normativen Kern vielmehr voraus. Die vorherrschende Meinung sieht diesen normativen Kern in einer Verletzung eines subjektiven Rechts im Kantschen Sinne. Die Vermögensverschiebung sei demnach rückgängig zu machen, da sie eine Beeinträchtigung des freien Handelns des Klägers darstelle.

## Rechtsvergleichende Analyse

### Rückforderungsansprüche wegen Leistung auf eine Nicht-Schuld oder wegen Zweckverfehlung

#### Leistung aus Irrtum
Die Frage, ob ein Bereicherungsanspruch ausgeschlossen ist, wenn der Leistende dabei einem Rechtsirrtum erlag (ignorantia juris non excusat), wird in den kontinentaleuropäischen Rechtsordnungen kaum diskutiert. Historisch gesehen, existierte eine solche Regel auch in Kontinentaleuropa. Das klassische römische Recht schloss die condictio indebiti im Falle eines error iuris zwar nur dann aus, wenn die Leistung einer sittlichen Pflicht entsprach, schon bei Justinian war die Regel auf alle Rechtsirrtümer verallgemeinert. Das gemeine Recht übernahm sie und noch Windscheid gab ihr in seinem Lehrbuch des Pandektenrechts axiomatischen Rang. Im heutigen Recht Deutschlands ist sie schon deshalb unbekannt, da für die Kondiktion überhaupt kein Irrtum vorausgesetzt wird. In Österreich wird zwar ein Irrtum vorausgesetzt, nach § 1431 ABGB jedoch unter ausdrücklichen Einschluss des Rechtsirrtumes. Dieser Linie hat sich auch der schweizerische Bundesgerichtshof angeschlossen (BGE 40 II 249).
Im common law hingegen war der Ausschluss in bei rechtsirrtümlicher Zahlung von Geld seit der Entscheidung Lord Ellenboroughs in Bilbie v Lumley (1802) bis in die Gegenwart fest verankert. In dieser Entscheidung verlangte der Kläger, ein Versicherer, die Versicherungssumme zurück, da der Versicherungsvertrag unwirksam war; allerdings lagen ihm zum Zeitpunkt der Auszahlung bereits alle Informationen vor, die notwendig waren, um von der Unwirksamkeit des Vertrages zu wissen. Lord Ellenborough wies die Klage ab: „every man must be taken to be cognisant of the law; otherwise there is no saying to what extent the excuse of ignorance might not be carried. It would be urged in almost every case.“ Das US-amerikanische Recht übernahm diesen Grundsatz und er wurde, wenn auch mit zahlreichen Ausnahmen (§§ 46 sqq.) in das restatement of the law aufgenommen. Eine wichtige Ausnahme bilden New York (seit 1942), Kentucky und Connecticut. In England und Wales wurde das Präjudiz erst durch Kleinwort Benson Ltd. v Lincoln City Council (1999) aufgehoben.

#### Ausschluss des Anspruchs bei Sittenverstoß oder Gesetzeswidrigkeit
Schon im römischen Recht war der Rückforderungsanspruch ausgeschlossen, wenn das zugrundeliegende Rechtsverhältnis sittenwidrig war: Wer einen Richter bestochen hatte (D. 12, 5, 3) oder Lohn für unzüchtige Handlungen gezahlt hatte (D. 12, 5, 4, 3) konnte das Geld nicht zurückverlangen (vgl. auch Papinian D. 12, 7, 5 „dixi, cum ob turpem causam dantis et accipientis pecunia numeretur, cessare condictionem et in delicto pari potiorem esse possessorem“). In allen modernen Rechtsordnungen ist diese Regel in vergleichbarer Form anerkannt: So in § 817 Satz 2 BGB, Art. 66 OR, § 1174 ABGB, Art. 2035 Codice civile. Neben den Ländern des common law ist auch in Frankreich die Regel durch Richterrecht anerkannt.
Die für die Regel vorgebrachten Gründe lassen sich grob in zwei Lager einteilen. Die erste Position sieht den Grund darin, dass es der Würde der Gerichte widerspreche sich auch dann zur Verfügung zu stellen, wenn der Anspruch durch Rechtsbruch zustande gekommen sei: „It is a well-settled rule that in no case will the court lend its aid to the enforcement of an illegal agreement.“ (Lord Mansfield in Holman v Johnson (1775)). Die zweite Ansicht unterstellt der Regel eine Straffunktion: Es könne keine bessere Abschreckung vor rechtswidrigen Handlungen geben, als ihnen die Durchsetzung durch die Gerichte zu verweigern (in diesem Sinne beispielsweise RGZ 105, 270 und BGHZ 39, 87 (91)). Teilweise wurde in konsequenter Fortsetzung dieser Linie (so im Allgemeinen Landrecht) vertreten, dass es dann aber kaum richtig sein könne, dass der Komplize, also der Anspruchsgegner, die Leistung gleichsam als Belohnung behalten dürfe. So müsse demzufolge die Summe dem Fiskus zufallen (vgl. hierzu auch Thomas von Aquin Buch II, Teil II, quaestio 62, 5 für Fälle der Simonie).
Eine reiche Kasuistik zu den Kondiktionssperren hat besonders das common law entwickelt:
in pari delicto
Die Rückforderung ist nur ausgeschlossen, wenn Kläger und Beklagter in pari delicto sind. Ist der Beklagte hingegen der „Haupttäter“, könne der Kläger ohne Weiteres seine Leistung zurückverlangen.
locus poenitentiae
Um bis kurz vor Abwicklung des rechts- oder sittenwidrigen Geschäfts einen Anreiz zu geben, die Abwicklung aufzugeben, eröffnet die Regel des locus poenitentiae die Möglichkeit, auch dann noch die Leistung zurückzufordern, wenn das Geschäft zwar schon geschlossen, aber noch nicht vollständig abgewickelt ist.
Anspruch ohne rechts- oder sittenwidriges Geschäft begründbar
Der Anspruch auf Rückforderung ist dann nicht ausgeschlossen, wenn er sich auch ohne Berufung auf das rechts- oder sittenwidrige Verhalten begründen lässt, etwa aus Eigentum; dies ist der in der deutschen Rechtsprechung bekannten Regelung nicht unähnlich, der zufolge § 817 Satz 2 nicht für die § 985 und § 823 BGB gilt.
Der französische Code civil hält keine solche Regelung bereit und zwang somit die Rechtsprechung, eine solche Norm richterrechtlich zu verankern; sie wird aus dem Grundsatz nemo auditur propriam turpitudinem allegans abgeleitet. Allerdings unterscheidet die Rechtsprechung feinsinnig zwischen Sittenwidrigkeit (conventions immorales), die die Rückforderung ausschließt und bloßer Gesetzeswidrigkeit (conventions seulement illicites), die besonders bei Verboten wirtschafts- oder sozialpolitischer Art vorliegt und die Rückforderung ermöglicht. Der italienische codice civile hat diese Regelung (offesa al buon costume) sogar explizit in Art. 2035 aufgenommen.